# Kilgi (Varbla)
Kilgi – wieś w Estonii, w prowincji Parnawa, w gminie Varbla.